# Syro
Syro (/saɪroʊ/) é sexto álbum de estúdio do artista e produtor de música eletrônica Aphex Twin. Foi lançado em 19 de Setembro de 2014 pela Warp Records. Foi o primeiro álbum de James sob o nome Aphex Twin desde Drukqs (do ano de 2001).
O álbum foi gravado ao longo de vários anos em uma ampla variedade de configurações de equipamento. Descrito por James como seu "álbum pop, ou tão pop quanto possível", ele incorpora estilos como techno, synth-funk, breakbeat, acid techno e jungle, bem como samples vocais editados de James e sua família. O artwork da capa apresenta uma lista detalhada de seus custos de produção e promoção. Uma campanha de marketing viral enigmática incluiu um anúncio na dark web e eventos de escuta em cidades ao redor do mundo. O álbum foi precedido pelo single principal "minipops 67 [120.2]".
Syro recebeu aclamação das críticas e ficou em várias paradas internacionais, chegando ao décimo primeiro lugar na Billboard 200 dos EUA e ao oitavo lugar na parada de álbuns do Reino Unido. Foi nomeado para o Choice Music Prize e para o Mercury Music Prize de 2015, e ganhou o Prêmio Grammy de Melhor Álbum Dance/Eletrônico em 2015.

## Fundo
O fundador da Warp, o Steve Beckett, foi mencionado em 2009 que um novo álbum de estúdio do Aphex Twin estaria "esperançosamente" disponível até o final do ano, embora nenhum álbum tenha sido lançado. Em 2010, James disse que havia completado seis álbuns de estúdio. Entre elas estavam duas "gravações de campo de síntese modular, abstratas e não comerciais", concluídas em 2006, e Melodies from Mars, uma coleção de material inédito de 1995 que James retrabalhou em 2007.
Em 2014, uma prensagem de teste do álbum inédito de James, Caustic Window, foi listada no Discogs por US$ 13.500 (£8,050). Os membros do fórum da internet We Are the Music Makers negociaram um acordo entre o colecionador, o administrador do fórum, James e a Rephlex Records, e lançaram uma campanha de financiamento coletivo no Kickstarter para comprar o álbum. A campanha arrecadou mais de US$ 67.000 (£ 41.000) de 4.124 contribuições, com os lucros divididos entre James, Rephlex e a instituição de caridade Médicos sem Fronteiras. James disse que a campanha foi "realmente tocante e muito doce" e, ao perceber o interesse contínuo em sua música, ele se inspirou para lançar o Syro.

## Música

### Gravação
O álbum foi gravado em seis estúdios diferentes, incluindo o estúdio de James na Escócia, que ele passou três anos construindo e que foi concluído em 2006. Um engenheiro de áudio passou três meses com James, ajudando-o a conectar os painéis de conexão antes que o engenheiro "percebesse que estava fazendo tudo errado e tivesse que começar de novo". Descrevendo o processo geral como "brutal", James se referiu aos problemas técnicos do estúdio como o catalisador para escrever novas músicas que seriam apresentadas no Syro. James usou várias configurações de áudio ao compor o material do Syro. Reorganizar o equipamento permitiu que ele explorasse mais possibilidades de escrita; ele disse "isso atingirá algum tipo de propósito, então a maneira como eu conectei tudo se torna a faixa em si". James também explicou que ao compor a "coisa lógica a fazer é não mudar nada e apenas fazer outra usando o mesmo conjunto de sons", mas durante as sessões de gravação do Syro, ele frequentemente "ficava entediado e trocava as coisas". Todos os 12 faixas foram escritas por James no estúdio.
De acordo com James, as faixas foram escritas de um longo período; o Syro apresenta composições arquivadas e mais recentes, com a faixa mais antiga do álbum com cerca de "seis ou sete anos". Um total de 138 vários equipamentos foram usados no Syro, incluindo sintetizadores, samplers, sequenciadores, unidades de processamento, interfaces MIDI, caixa de ritmos, vocoders, equalizadores gráficos e mesas de mixagem. Entre as marcas que James usou estavam Yamaha, SSL, Sennheiser, Boss, Roland, Korg e AKG. Vários equipamentos foram posteriormente foi modificados pelo próprio James. Além da instrumentação, Syro apresenta diversas faixas vocais. Entre elas estão faixas editadas "ininteligíveis" de James, sua esposa Anastasia Rybina e seus dois filhos, bem como sua mãe e seu pai, que aparecem em "XMAS_EVET10 [120]". Ele gravou vários vocais "pop" adicionais de seus pais, nenhum dos quais foi usado em Syro e armazenou "pacotes inteiros de amostras de suas vozes" durante o processo.

### Estilo
Syro incorpora elementos de estilos eletrônicos, incluindo breakbeat, drum and bass, techno, acid e disco.  A NME chamou-o de um "aglomerado de jams electro-funk hiper-intrincadas tão abarrotadas de melodia que parece que podem estourar a qualquer momento e cobrir você de gosma." O The Guardian descreveu-o como "enraizado num electro-funk atlético dos anos 80", enquanto a Vice descreveu-o como "viagem no tempo através de uma chuva de meteoros de synth-funk dos anos oitenta", com elementos de " rave, jungle, breakbeat, ambiência e olhares afetuosos e autorreferenciais sobre a carreira de Aphex Twin". A Vice resumiu o som como "diferente de tudo neste ano, mas bastante parecido com tudo dos últimos trinta anos". O Financial Times disse que o álbum variou do "techno ambiente robusto da faixa de abertura à melodia de piano lindamente pastoral que encerra o álbum" com "instrumentais de hip-hop picados ('Produk 29'), acid house sinistro ('180db') e breakbeat jazzístico ('Papat4')". O Consequence of Sound observou elementos de glitch-hop, chillwave, acid jazz e jungle. A Rolling Stone descreveu o álbum como "repleto de acenos de jazz-funk dos anos setenta" e apresentando "eletrônica de choque futuro".
Sobre o som geral do álbum, James disse que é "[seu] álbum pop, ou tão pop quanto possível" James também descreveu o álbum como o encerramento de uma era para que ele pudesse começar a trabalhar em um novo material, afirmando que "não acho que essas faixas sejam particularmente inovadoras. Talvez de maneiras realmente sutis elas sejam, para mim, mas não há nada lá que eu precise explorar mais [...] Isso simplesmente me faz querer não fazer mais nada naquele estilo em particular."

## Embalagem
Syro (pronuncia-se /saɪroʊ/) é um neologismo cunhado por um dos filhos de James. É uma versão abreviada de "Syrobonkus", uma "palavra sem sentido que um de seus filhos deixou escapar enquanto ouvia [o álbum]". A maioria dos títulos das faixas do álbum são nomeados a partir dos títulos de trabalho armazenados nos discos rígidos de James e fazem referência a peças individuais do equipamento que James usou na gravação, bem como aos respectivos valores de BPM das faixas. Uma lista abrangente de todos os equipamentos apresentados no Syro está incluída como parte da embalagem do álbum; A Creative Review se referiu à lista como "desinfográfica".
A arte da capa do Syro foi criada pela Designers Republic, um estúdio de design gráfico que forneceu designs para lançamentos anteriores do Aphex Twin, incluindo a single de 1999 "Windowlicker" e o álbum de compilação "26 Mixes for Cash". A arte da capa lembra um recibo, com o logotipo oficial do Aphex Twin e o título do álbum impressos nele. De acordo com a Creative Review, o recibo na capa do álbum detalha os custos de produção e promoção de Syro, "desde as despesas de correio até as despesas de sessão de fotos, expressas por disco e adaptadas para as versões em vinil e CD."
Ian Anderson, o fundador da Designers Republic, observou que o conceito final para a capa do álbum foi concebido após receber uma série de sugestões de James. Entre outras sugestões de James para a embalagem do álbum estava "a ideia de prensar o álbum ou uma única faixa no tecido da capa, efetivamente como um deboss", ou usar várias imagens dos discos de vinil brutos dos quais todas as cópias de Syro são prensadas. Essas sugestões foram implementadas na embalagem final do LP do Syro, com a esposa de James, Anastasia Rybina, creditada pelo design adicional e "puckografia".

## Lançamento

### Promoção

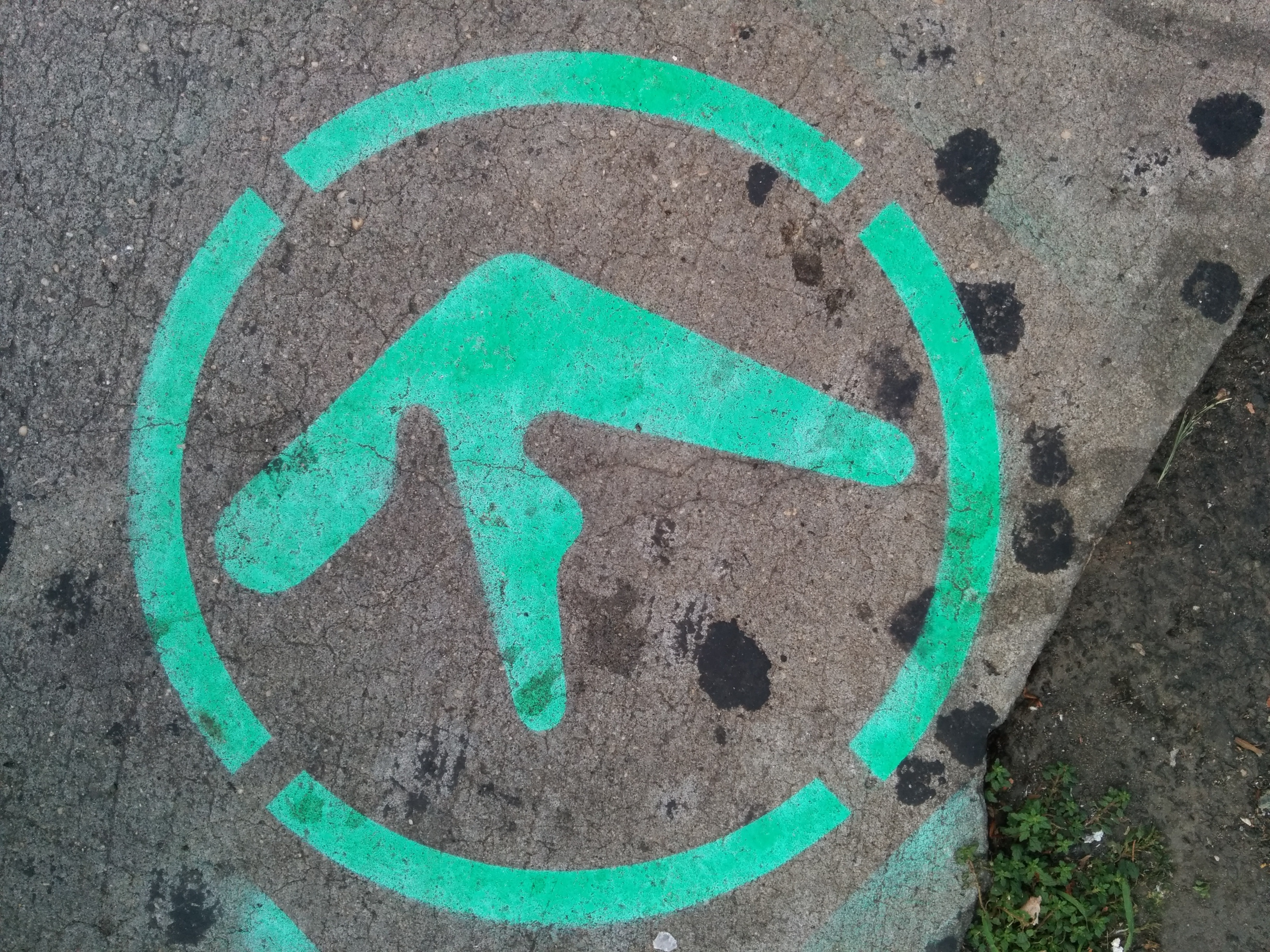
Grafite da logotipo do Aphex Twin do lado de fora do Radio City Music Hall em Nova York, nos Estados Unidos, durante a campanha promocional do Syro em Setembro de 2014

A campanha publicitário do Syro começou quando um dirigível da cor verde-amarelo exibia o logotipo do Aphex Twin e o número "2014" apareceu em Londres, na Inglaterra em 16 de Agosto de de 2014. No mesmo dia, pichações de Aphex Twin foram relatadas do lado de fora do Radio City Music Hall e de vários outros locais em Nova York, nos Estados Unidos. Dois dias depois, a conta oficial do Aphex Twin no Twitter postou um link para um serviço oculto, acessível usando o software Tor da Dark Web, detalhando o título do álbum e a lista de faixas. O serviço acumulou mais de 133 mil visualizações em menos de um dia, de acordo com o The Guardian.
Na semana seguinte, vários supostos vazamentos do Syro apareceram no YouTube e no SoundCloud; Richard D James posteriormente negou que qualquer um dos vazamentos fosse legítimo. "Eventos de audição" para Syro foram então organizados em várias cidades no Reino Unido, Bélgica, Canadá, Holanda e EUA como parte da campanha promocional do álbum. Começando em 5 de Setembro em Londres e conclusão em 10 de Setembro, em Utrecht, os eventos permitiram que os candidatos que ganharam uma loteria online ouvissem o álbum na íntegra antes de seu lançamento internacional. "minipops 67 [120.2]", a faixa de abertura do Syro foi lançada como o primeiro single do álbum em 4 de Setembro. Foi disponibilizado para transmissão e download digital após sua estreia na BBC Radio 1 mais cedo naquele dia.
Syro foi lançado na Warp em 19 de Setembro de 2014 na Austrália, Alemanha, Irlanda, Nova Zelândia e Suíça; 22 de Setembro no Reino Unido e em vários países europeus, incluindo a Dinamarca e os Países Baixos; 23 de Setembro nos EUA; e 24 de Setembro no Japão. O álbum foi lançado em LP triplo, CD e vários formatos digitais, incluindo MP3, AAC, WAV e FLAC . Uma versão em caixa de edição limitada de Syro, apresentando uma faixa bônus gravada em vinil acrílico, foi lançada pela Bleep.com. Limitado a 200 prensagens, as pessoas interessados tinham que primeiro de participar numa lotaria, "no interesse da justiça" para se tornarem elegíveis.

### Desempenho comercial
O Syro ficou em segundo lugar na parada de álbuns do Reino Unido no meio da semana, vendendo 9.000 cópias menores que This Is All Yours de alt-J. Posteriormente estreou na posição oitavo lugar no gráfico semanal, vendendo 17.751 cópias na primeira semana de lançamento. Syro é o primeiro álbum de James a chegar ao top 10 na parada, e seu álbum de maior pico no Reino Unido até o momento; Selected Ambient Works Volume II havia atingido anteriormente o pico na décima primeira posição em março de 1994. Syro também apareceu em outras quatro paradas britânicas; ficou em segundo lugar na parada de álbuns independentes e sétimo lugar na parada de álbuns escocesa, e também alcançou a primeiro posição nas paradas Dance Albums e Official Record Store Albums.
Syro entrou no top 10 em várias paradas internacionais, incluindo a Irish Albums Chart, a Irish Independent Albums Chart e a Russian Albums Chart, onde estreou no décimo lugar com vendas na primeira semana de 10.029. O álbum entrou na parada semanal de álbuns japoneses na oitava posição e vendeu 10.553 cópias físicas na primeira semana de lançamento. Syro estreou no número 35° lugar na parada de álbuns belga em Flandres e posteriormente entrou no top 10, subindo para o número sétimo lugar na sua segunda semana.
Nas paradas da Billboard dos Estados Unidos, Syro ficou no top 10 em várias paradas, tendo vendido 23.000 cópias da primeira semana. 22 por cento dos quais eram cópias de LP e responsáveis pela "maior semana de vendas em 2014 para um álbum dance/eletrônico em vinil", de acordo com a Nielsen SoundScan. Syro liderou as paradas de álbuns de vinil, álbuns de dança/eletrônicos e álbuns Tastemaker, e entrou na parada de álbuns digitais no oitavo lugar e a parada de álbuns independentes na segunda posição. Em fevereiro de 2015, Syro havia vendido 54.000 cópias nos EUA.
Em 5 de março de 2015, foi anunciado que a faixa bônus japonesa de Syro, "MARCHROMT30A edit 2b 96" seria lançada como um single de 12 polegadas em 6 de abril de 2015, acompanhada de versões alternativas da faixa-título e "XMAS_EVET10 [120] (thanaton3 mix)" de Syro.

## Recepção crítica

### Avaliações dos críticos
| Críticas profissionais | Críticas profissionais |
| Pontuações agregadas   | Pontuações agregadas   |
| Fonte                  | Avaliação              |
| ---------------------- | ---------------------- |
| AnyDecentMusic?        | 8.3/10                 |
| Metacritic             | 86/100                 |
| Avaliações da crítica  |                        |
| Fonte                  | Avaliação              |
| AllMusic               | [ 65 ]                 |
| Entertainment Weekly   | A                      |
| The Guardian           | [ 67 ]                 |
| The Independent        | [ 68 ]                 |
| Los Angeles Times      | [ 69 ]                 |
| Mixmag                 | 5/5                    |
| NME                    | 9/10                   |
| Pitchfork              | 8.7/10                 |
| Resident Advisor       | 5/5                    |
| Rolling Stone          | [ 73 ]                 |

No Metacritic, que atribui uma classificação normalizada de 100 de acordo com as avaliações dos críticos tradicionais, Syro recebeu uma pontuação média de 86, com base em 36 avaliações, indicando “aclamação universal”.
O editor do Clash, Mike Diver, referiu-se ao álbum como "um retorno sem esforço" e o descreveu como "uma coleção mais envolvente imediatamente" do que Drukqs (do ano de 2001) e "um álbum que explora quase exclusivamente os pontos fortes há muito estabelecidos de seu criador". Escrevendo para o The Guardian, Tim Jonze disse que "[Syro] não faz o que alguns fãs esperavam, pois não remodela completamente o cenário sonoro da maneira que Richard D James fez repetidamente nos anos [19]90... e ainda assim, soando simplesmente como uma série de faixas do Aphex Twin, Syro ainda é totalmente envolvente e permanece, de forma um tanto inacreditável, em um planeta completamente diferente". O crítico da NME, Louis Pattison, supôs que o álbum é "um lembrete contundente do motivo pelo qual o cantor de rave da Cornualha é um dos verdadeiros inovadores da música". Pattison afirmou ainda que "enquanto Drukqs às vezes parecia alienante ou punitivo, Syro encanta e seduz... [é] incrível: uma rave esbugalhada e estrondosa que soa essencialmente Aphex, embora não soe exatamente como nada que ele já tenha feito antes."
Em sua crítica para o The Wire, Derek Walmsley escreveu positivamente que "Syro parece uma memória aperfeiçoada da música dos anos 80", acrescentando que "suas melodias arrebatadoras, com ecos do Analogue Bubblebath de 1991, podem ser vistas como um retorno às suas raízes", mas concluiu que "a música de Aphex Twin parece tão nova quanto sempre foi". O crítico da Rolling Stone, Will Hermes, afirmou que o disco "responde ao Random Access Memories, Daft Punk com uma eletrônica de choque do futuro suplantando o deslumbramento nostálgico... esnobes grisalhos já chamaram isso de música de dança inteligente. Mesmo agora, poucos fazem isso melhor". Andy Gill do The Independent, chamou Syro de "uma coleção preocupada principalmente com os lados somáticos, em vez dos cerebrais, da música de Richard James, exagerando um pouco em staccato, sons de sintetizador saltitantes e batidas de drum'n'bass nervosas".  A faixa de encerramento do Syro, "aisatsana [102]", atraiu comparações com as obras do compositor francês Erik Satie, tanto do The Independent quanto do Drowned in Sound. Resumindo o álbum, o crítico Tom Fenwick disse que "Syro vê um mestre artesão retornar com inspiração renovada. E embora possa não ser tecnicamente o álbum mais inovador de James, é [sic] bem, será o seu melhor… e uma vez que você deixa o hype acabar, o que é revelado é praticamente perfeito."
Jordan Rothlein do Resident Advisor, descreveu Syro como "descontraído e brincalhão, mas cada nota distorcida e composição de extrema esquerda revelam consideração e conhecimento técnico que não surgiram da noite para o dia. Em termos de reviravoltas impressionantes, elas são inúmeras. As faixas se transformam, pressurizam e reorganizam, mas nunca quebram, exatamente, seguindo uma lógica completamente imprevisível, embora totalmente natural". Escrevendo para AllMusic, Andy Kellman se referiu a Syro como "um dos lançamentos mais convidativos e agradáveis de James" e disse que o álbum é "enfeitado com sotaques e melodias que são vivas mesmo em seus momentos mais angustiados". Derek Staples, do Consequence of Sound, disse que Syro "atinge o pico como o álbum mais acessível de Aphex Twin desde seus trabalhos ambientais". A Pitchfork destacou Syro como parte da "Melhor Música Nova" da publicação; o editor Mark Richardson escreveu que Syro "tem poucos extremos, sem splatter-breaks hiperintensos ou vocais satânicos de 'Come to Daddy' ou rajadas de ruído. No outro extremo do espectro, Syro não coloca James em uma luz quase clássica; não há faixas de 'compositor sério'... sem tudo isso, o que resta? Sessenta e cinco minutos de música eletrônica altamente melódica, soberbamente arranjada, precisamente mixada e texturalmente variada que soa como se não pudesse ter vindo de nenhum outro artista."
A estação de rádio nacional australiana, o Double J selecionou Syro como seu "álbum especial" para a semana que começou em 22 de Setembro de 2014. A estação concluiu sua análise com a declaração: "Este é outro disco fascinante de um dos poucos artistas neste planeta que pode fazer algo muito estranho soar totalmente incrível." O Syro também foi selecionado como "Álbum da Semana" pela Mojo e The Sunday Times, classificado como número um na lista de setembro pela The Washington Post de "melhor música nova", destaque entre os "dez melhores álbuns do mês" ' Dazed em setembro, e foi o álbum com maior pontuação no Metacritic naquele mês.

### Elogios
O Syro foi destaque nas listas de críticos de fim de ano de várias publicações. O álbum teve um desempenho particularmente bom na imprensa britânica; o The Guardian selecionou Syro como o quarto melhor álbum de 2014, e o álbum ficou na nona posição na pesquisa do leitor do jornal. O Wire nomeou Syro como o lançamento do ano, enquanto a NME colocou Syro na quarta posição em sua lista "Top 50 Álbuns de 2014", Q classificou o álbum na décima posição no seu "Top 50 Álbuns de 2014" e Uncut o selecionou como o terceiro melhor álbum em sua lista dos "Melhores Álbuns de 2014". Syro também foi destaque em sexto lugar no "Os 20 melhores álbuns de 2014" do Dazed e oitavo lugar na "Fuss-Free Top 40 Álbuns de 2014" da Clash.
Em outro lugar, Syro foi destaque na Rolling Stone na 41° posição em seu "50 Melhores Álbuns de 2014", no Stereogum em "50 Melhores Álbuns de 2014" na 33° posição e Pitchfork "50 Melhores Álbuns de 2014" no quarto lugar. Críticos em nome da Billboard selecionaram Syro como o oitavo melhor álbum de 2014 e o PopMatters colocou o álbum na nona posição em seu artigo "Melhores Álbuns de 2014", enquanto o Resident Advisor classificou em quarto lugar no seu "Top 20 álbuns de 2014". Em seu resumo de fim de ano, Bleep.com selecionou Syro como o melhor álbum de 2014, escrevendo que o álbum é "um lembrete pungente da relevância de um dos artistas mais importantes do nosso tempo".
Syro ganhou um Grammy de Melhor Álbum Dance/Eletrônico no 57º Grammy Awards em fevereiro de 2015; as vendas do álbum nos EUA aumentaram 101% após a vitória de James. Syro foi nomeado para o Álbum Independente Europeu do Ano do IMPALA e pré-selecionado para o Prêmio Choice Music de 2015 para Álbum Irlandês do Ano.

## Lista de faixas
Todas as faixas foram escritas e produzidas por Richard D. James .
| Lista de faixas de Syro |                                         |                |         |  |
| N.º                     | Título                                  | BPM            | Duração |  |
| 1.                      | "minipops 67" (source field mix)        | 120.2          | 4:47    |  |
| 2.                      | "XMAS_EVET10" (thanaton3 mix)           | 120            | 10:31   |  |
| 3.                      | "produk 29"                             | 101            | 5:03    |  |
| 4.                      | "4 bit 9d api+e+6"                      | 126.26         | 4:28    |  |
| 5.                      | "180db_"                                | 130            | 3:11    |  |
| 6.                      | "CIRCLONT6A" (syrobonkus mix)           | 141.98         | 6:00    |  |
| 7.                      | "fz pseudotimestretch+e+3"              | 138.85         | 0:58    |  |
| 8.                      | "CIRCLONT14" (shrymoming mix)           | 152.97         | 7:21    |  |
| 9.                      | "syro u473t8+e" (piezoluminescence mix) | 141.98         | 6:32    |  |
| 10.                     | "PAPAT4" (pineal mix)                   | 155            | 4:18    |  |
| 11.                     | "s950tx16wasr10" (earth portal mix)     | 163.97         | 6:01    |  |
| 12.                     | "aisatsana"                             | 102            | 5:21    |  |
| Duração total:          | Duração total:                          | Duração total: | 64:31   |  |

| Faixa exclusiva do aphextwin.warp.net |                |         |  |
| N.º                                   | Título         | Duração |  |
| 13.                                   | "end E2"       | 5:19    |  |
| Duração total:                        | Duração total: | 69:50   |  |

| Faixa bônus da versão japonês do CD e versão japonês do iTunes |                           |                |         |  |
| N.º                                                            | Título                    | BPM            | Duração |  |
| 13.                                                            | "MARCHROMT30A edit 2b 96" | 104.98         | 7:19    |  |
| Duração total:                                                 | Duração total:            | Duração total: | 71:50   |  |

## Produção
Todos os créditos pessoais foram adaptados das notas do álbum Syro.
Artista
- Richard D James – piano, sintetizadores, teclados, bateria, percussão, vocoder, programação e produção

Produção técnico
- Mandy Parnell – masterização (faixas 2 até 13)
- Belo Thomas – masterização (faixa 1)

Produção de design
- The Designers Republic – design e a arte da capa
- Anastácia Rybina – design e “puckografia”

## Histórico de lançamento
| Região         | Data                   | Formato(s)                  | Gravadora | Catálogo |
| -------------- | ---------------------- | --------------------------- | --------- | -------- |
| Austrália      | 19 de Setembro de 2014 | 3×LP, CD e download digital | Warp      | WARP247  |
| Alemanha       | 19 de Setembro de 2014 | 3×LP, CD e download digital | Warp      | WARP247  |
| Irlanda        | 19 de Setembro de 2014 | 3×LP, CD e download digital | Warp      | WARP247  |
| Nova Zelândia  | 19 de Setembro de 2014 | 3×LP, CD e download digital | Warp      | WARP247  |
| Suíça          | 19 de Setembro de 2014 | 3×LP, CD e download digital | Warp      | WARP247  |
| Dinamarca      | 22 de Setembro de 2014 | 3×LP, CD e download digital | Warp      | WARP247  |
| França         | 22 de Setembro de 2014 | 3×LP, CD e download digital | Warp      | WARP247  |
| Países Baixos  | 22 de Setembro de 2014 | 3×LP, CD e download digital | Warp      | WARP247  |
| Espanha        | 22 de Setembro de 2014 | 3×LP, CD e download digital | Warp      | WARP247  |
| Reino Unido    | 22 de Setembro de 2014 | 3×LP, CD e download digital | Warp      | WARP247  |
| Estados Unidos | 23 de Setembro de 2014 | 3×LP, CD e download digital | Warp      | WARP247  |
| Japão          | 24 de Setembro de 2014 | CD e download digital       | Beat      | BRC-444  |